# 피아노 삼중주 4번 (베토벤)
《피아노 삼중주 4번 또는 피아노, 클라리넷(또는 바이올린), 첼로를 위한 삼중주 내림나장조, 작품 번호 11》은 루트비히 판 베토벤에 의해 쓰인 피아노가 포함된 삼중주로, "거리의 노래"라는 별칭을 갖고 있다. 참고로, 베토벤의 열두 개의 피아노 삼중주의 장르 일련번호는 표준화되어 있지 않으며, 다른 출처에서는 이 작품의 장르 일련번호가 4번이 아닌 다른 번호를 갖거나 주어지지 않았을 수도 있다.

## 개요
이  삼중주는 베토벤의 초기에 인기가 높았던 목관악기를 다룬, 사교적인 작품의 하나이다. 원래 피아노, 클라리넷(또는 바이올린), 첼로를 위한 삼중주로서 작곡되고 출판된 이 작품은, 클라리넷이 바이올린으로 대체될 경우, 피아노 삼중주의 장르 일련번호가 매겨질 수 있는 일반적인 악기 조합, 즉, 피아노, 바이올린, 첼로에 의해 연주되므로, 피아노 삼중주 4번으로도 간주된다. 그러나, 비슷한 경우라고 해도 피아노 삼중주의 장르 일련번호가 매겨지는 것은 작품 번호 1 세트와 작품 번호 70 세트 사이에서 이 작품이 예외적으로 특별히 인정되는 유일한 것이며, 다른 작품은 그렇지 않다.  
작곡은 클라리네스트인 요제프 베르에게 의뢰를 받아 1797년에 이루어진 것으로 간주된다. 내림나장조로 작곡된 것은, 당시 아직 뵘 식 시스템의 혜택을 받지 못한 B♭ 관 클라리넷 연주의 용이성을 고려한 것으로 보인다. 출판은 1798년 10월에 빈의 몰로사를 통해 이루어졌고, 헌정은 빈 살롱의 중요한 후원자로, 베토벤의 후원자 중 한 명이기도 했던 마리아 빌헬미네 폰 툰 백작부인에게 이루어졌다.
"거리의 노래"라는 별칭이 붙여진 것은, 당시 유행하고 있던 요제프 바이글의 오페라 "사략선 선원의 사랑"("L' amor marinaro ossia Il corsaro")에서의 아리아, "그런 고상한 임무를 수행하기 전에"("Pria ch'io l' impegno") 주제를 제3악장에서 사용한 것에서 기인한 것인데, 이는 이 작품이 큰 인기를 얻은 이유 중 하나이기도 하다. 베토벤이 다악장의 작품에서 타인의 주제를 이용한 것은 이 작품이 유일한 예이다.

## 악장 구성
작품은 전 세 개의 악장으로 구성되어 있다. 연주 시간은 22분 정도 소요된다.

### 제1악장. 알레그로 콘 브리오
내림나장조. 소나타 형식. 4/4 박자.
제1주제는 세 개의 악기의 유니즌에 의해, 제2주제는 클라리넷에 의해 제시된다. 

### 제2악장. 알레그로
내림마장조. 소나타 형식. 3/4 박자.
주부의 주제는, 2년 후에 작곡된 "칠중주"의 제3악장을 닮은 리듬을 가진다.

### 제3악장. 테마 콘 바리아지오니 ("그런 고상한 임무를 수행하기 전에": 알레그레토)
내림나장조. 변주곡 형식. 4/4 박자.
경쾌한 주제로 아홉 개의 변주와 코다가 이어진다.

## 참고 문헌